# قضیه کارنو
قضیه: کارنو(به انگلیسی: Carnot's theorem) در سال ۱۸۲۴ و توسط سعدی کارنو ارائه گردید. این قضیه که بیانگر بازده یک چرخه ترمودینامیکی است بیان می‌دارد که هیچگاه بازده یک چرخه ترمودینامیکی واقعی نمی‌تواند بیشتر از بازده یک چرخه کارنو که بین همان دو دما کار می‌کند باشد. از این قضیه می‌توان نتیجه گرفت که بازده یک چرخه کارنو که یک چرخه ایده‌آل است، همواره بیشترین بازده یک چرخه ترمودینامیکی بین دو دمای معلوم است. در نتیجه رابطه زیر در این شرایط بر قرار است:
{\displaystyle \eta _{\text{max}}=\eta _{\text{Carnot}}=1-{\frac {T_{C}}{T_{H}}}}
در این رابطه TC دمای مطلق منبع سرد، TH دمای مطلق منبع گرم و {\displaystyle \eta } نشان دهنده بازده است.